# Кинг, Филип (скульптор)
Филип Кинг (англ. Phillip King; 1 мая 1934 — 29 июля 2021) — британский скульптор. Ученик Энтони Каро, вместе с последним работавший ассистентом у Генри Мура.
В 1999—2004 гг. Кинг был президентом Королевской Академии художеств. Предполагается, что он отказался от возведения в рыцарское достоинство, поскольку за последние полтора столетия оказался единственным президентом Академии, с которым этого не произошло.

## Биография
Кинг родился в Тунисе (Французский протекторат Тунис). Перед поступлением в Колледж Христа (Кембридж), находясь на государственной службе, он проводил много времени в Париже, где познакомился со многими художниками. С 1954 по 1957 год он изучал современные языки в Кембридже, а потом ещё год, вместе с Каро, — скульптуру в лондонском Saint Martin's School of Art. В дальнейшем работал помощником у Мура и читал лекции в Сент-Мартине.
В 1990 году стал профессором-эмеритом в Королевском колледже искусств, а с 1999 года по 2004-й — президентом Королевской Академии художеств.
Жил и работал в Лондоне, где и скончался на 88-м году жизни 27 июля 2021 года.

## Галерея

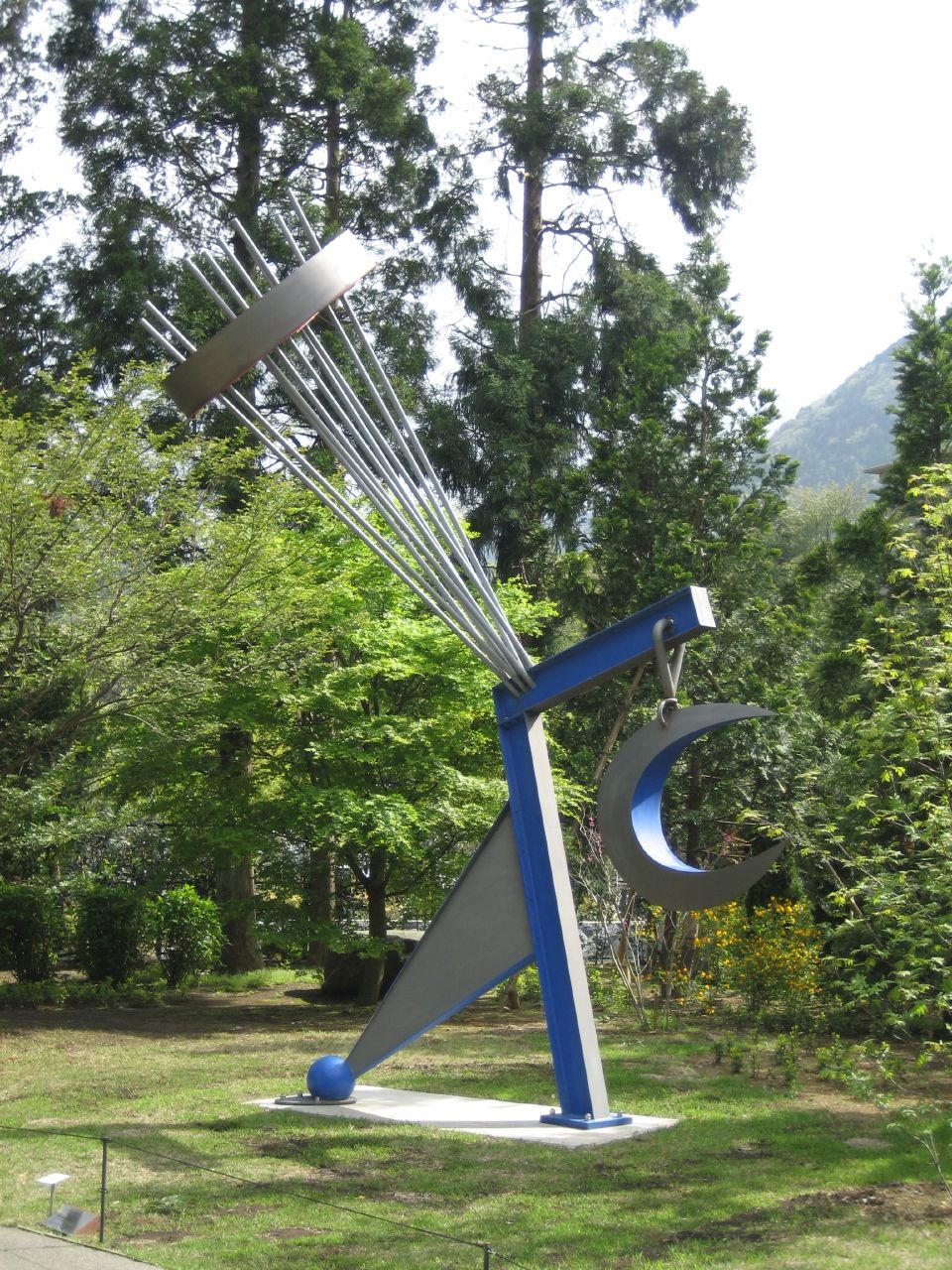
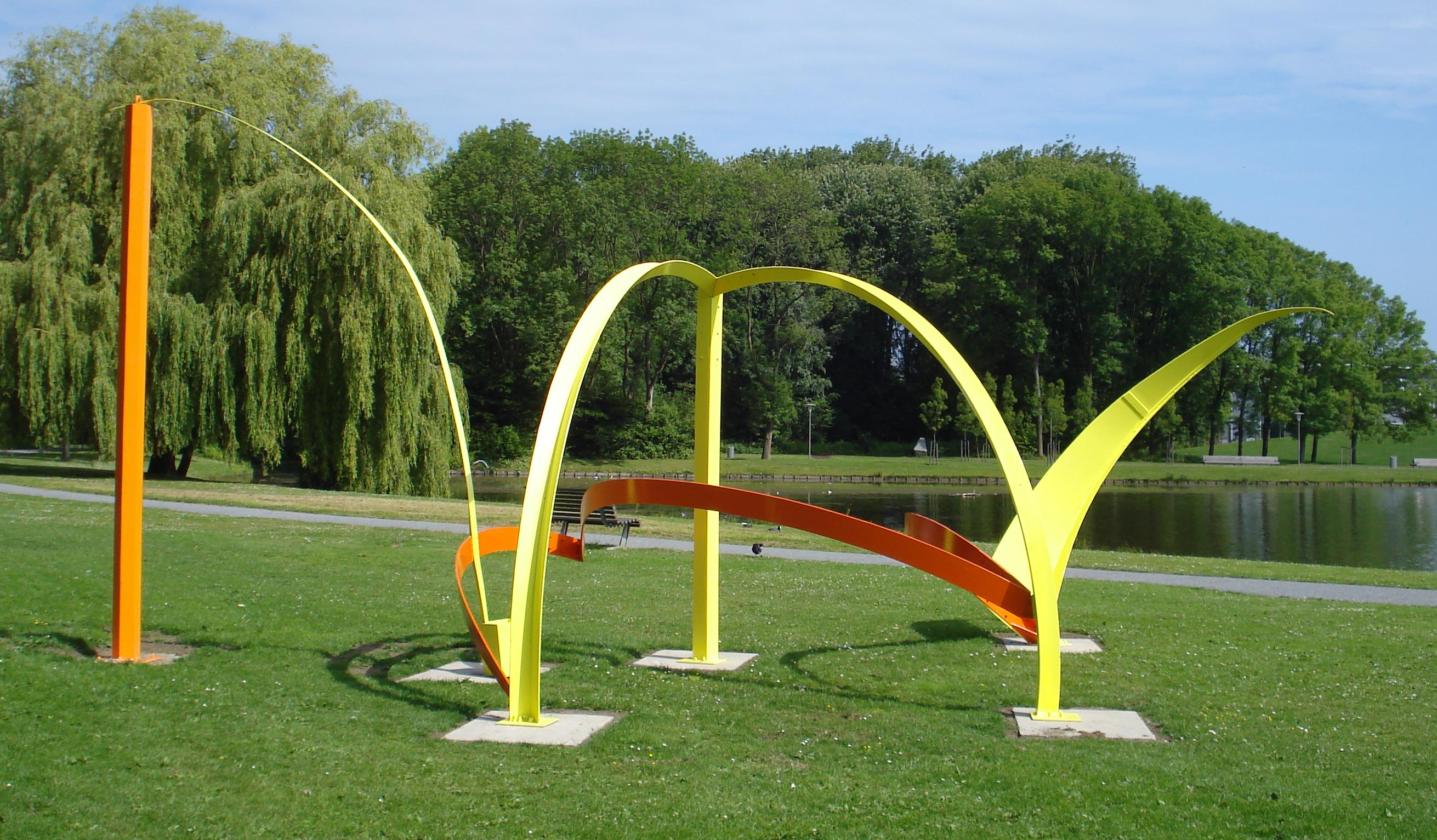
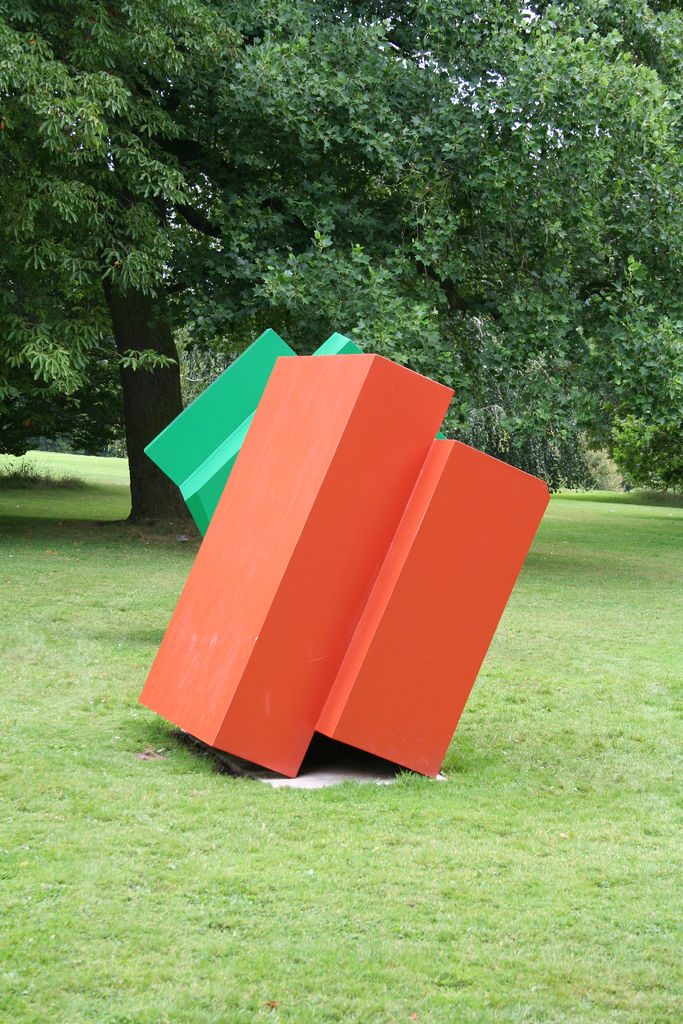
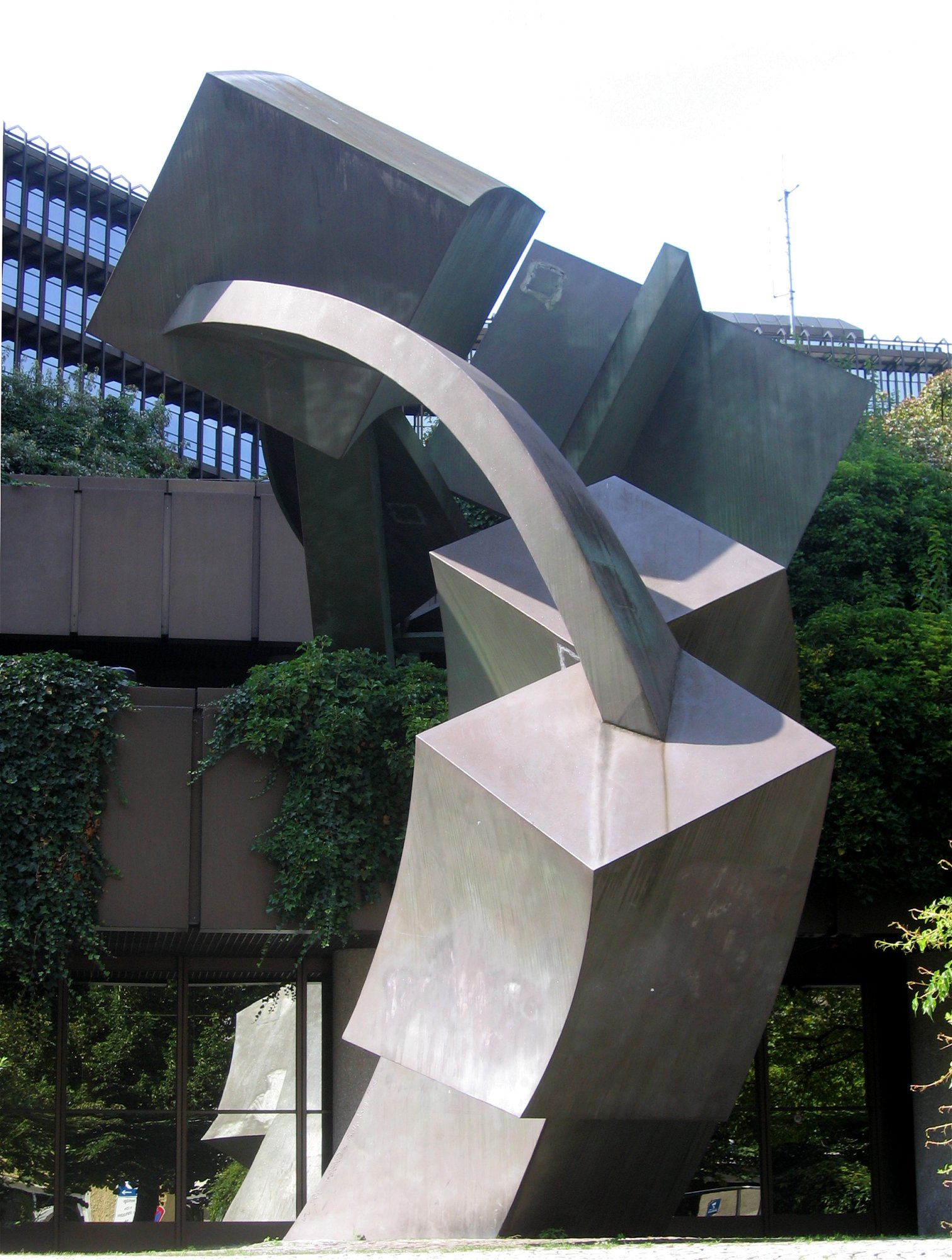
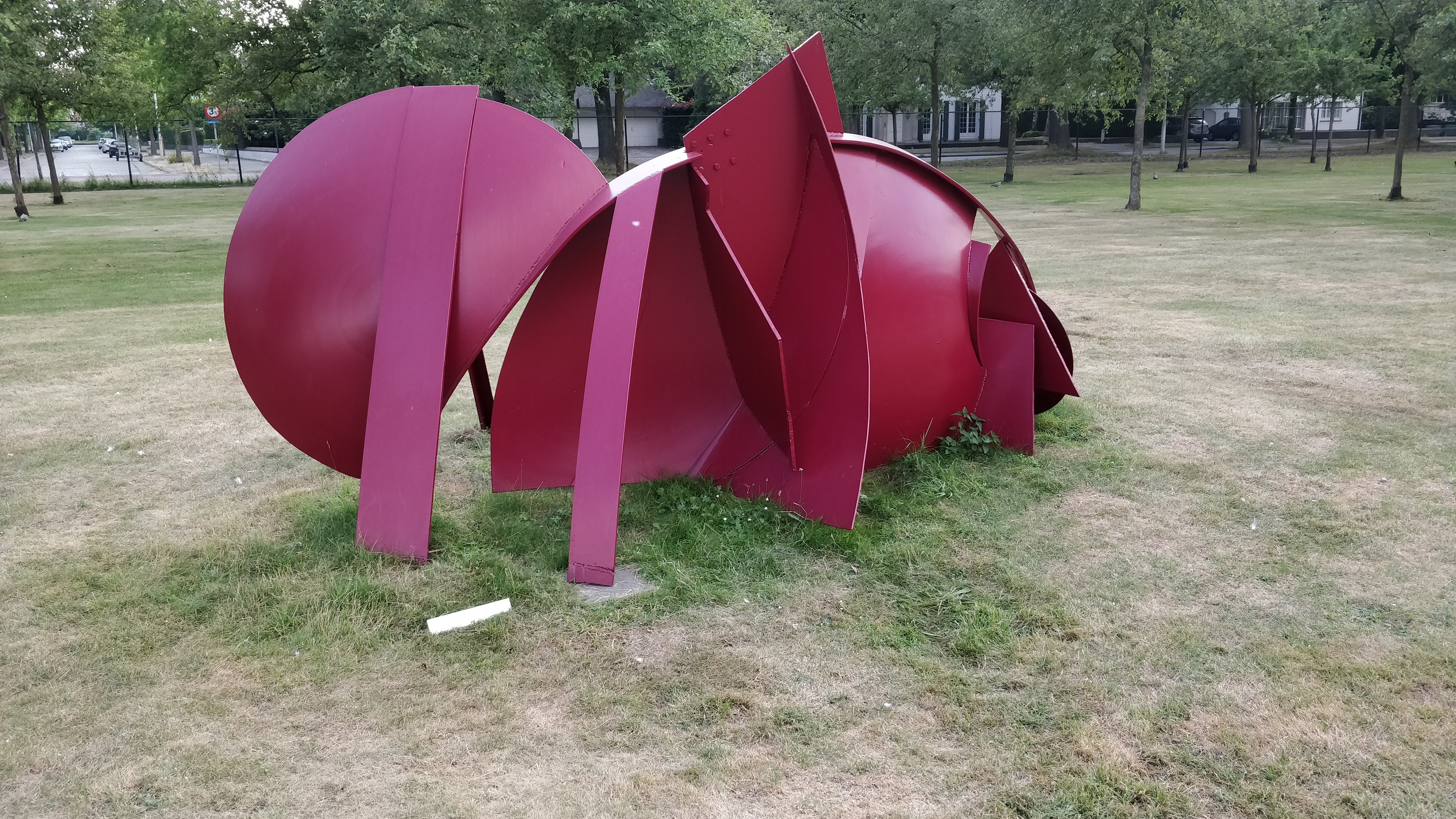
Бали. Музей скульптур под открытым небом Мидделгейм. Антверпен